# Akutna promijelocitna leukemija
Akutna promijelocitna leukemija (AML-M3 po FAB klasifikaciji) je podtip akutne mijeloične leukemije (AML), zloćudne novotvorine krvotvornih organa koja nastaje zbog abnormalnog klonalnog rasta i nepotpunog sazrijevanja stanica mijeloidne loze. Ovaj podtip čini oko 10% slučajeva AML u odraslih.
Bolest nastaje zbog nakupljanja nezrelih stanica koja imaju obilježja promijelocita. 
Bolest karakterizira mutacija gena za receptor retinoične kiselina alfa. U 95% slučajeva akutne promijelocitne leukemije, gen za receptor alfa retinoične kiseline (RAR-alfa) na kromosomu 17 uključen je u recipročnu translokaciju s genom promijeloične leukemije (PML) na kromosomu 15, što se označava t(15;17)(q22;q21). Hibridni protein veže se povećanim afinitetom na staničnu DNK, blokira transkripciju i diferencijaciju granulocita. 
U liječenju se koristi transretinoična kiselina (ATRA), arsenov trioksid (ATO) i citostatici.
Obzirom na rizike, akutna promijelocitna leukemija (APL) se dijeli u tri skupine:
1. APL niskog rizika (pri dijagnozi, broj leukocita manji od 10000, broj trombocita veći od 40000)
2. APL srednjeg riZika (pri dijagnozi, broj leukocita manji od 10000, broj trombocita manji od 10000)
3. APL visokog rizika (pri dijagnozi, broj leukocita veći od 10000)

## Simptomi
Kao i kod većine ostalih tipova akutnih leukemija, akutnu promijelocitnu leukemiju karakteriziraju simptomi poput zimice, povišene tjelesne temperature i tresavice, slabosti i nemoći, učestale infekcije, gubitak teka i težine, bljedilo kože, brzo umaranje pri naporu, uvećanje limfnih čvorova, bolovi u kostima i zglobovima (osobito nogama). U uznapredovalom stadiju bolesti, pojavljuju se modrice po tijelu, uvećanje slezene i jetre. No, ono po čemu je AML-M3 (ili APL) karakteristična u odnosu na ostale podtipove AML, su krvarenja koja nastaju kao posljedica trombocitopenije, pojačane fibrinolize i diseminirane intravaskularne koagulacije (DIK) zbog otpuštanja velikih količina tkivnog faktora iz granula promijelocita. Najčešće se još u početnom stadiju bolesti javljaju krvarenja iz desni, urina ili probavnog trakta, no s napretkom bolesti veliki rizik za pacijenta predstavljaju unutarnja krvarenja.

## Liječenje
Ako je gen za receptor alfa retinoične kiseline (RAR-alfa) na kromosomu 17 uključen je u recipročnu translokaciju s genom promijeloične leukemije (PML) na kromosomu 15, tada se uz klasične terapije citostaticima primjenjuje i ATRA (Sve-trans-retinska kiselina), lijek novije generacije koji je djelotvoran pri isključivo kromosomskoj promjeni t(15;17)(q22;q21). 
ATRA dovodi do kompletne remisije u oko 90% slučajeva APL i smanjuje učestalost relapsa (povratka bolesti). Zbog vrlo malignog tijeka bolesti i rizika od krvarenja, ne čeka se genetska potvrda bolesti, već terapija započinje čim se postvi sumnja na APL na temelju krvnih razmaza. Danas najčešće korištena terapijska shema uključuje istodobnu primjenu ATRA-e i citostatika (antraciklini i citozin arabinozid - Ara-C) u indukciji remisije i konsolidaciji (3 ili 4 ciklusa terapije) te potom primjenu niskih doza kemoterapije uz primjenu ATRA-e (u terapiji održavanja nakon postizanja remisije). 
Posljednje vrijeme sve se više primjenjuje i pametan lijek na bazi arsenova trioksida (ATO), tvar s najsnažnijim biološkim djelovanjem na APL, ali se zbog toksičnosti ne upotrebljava kao prva linija terapije. No, ATO je najvažniji lijek pri liječenju relapsa, gdje dovodi do kompletne remisije u oko 80% oboljelih.

## Prognoza
Za prognozu bolesti, uz opće stanje bolesnika, vrlo je bitan citogenetski nalaz, odnosno analiza kromosomskih promjena leukemijskih stanica. Neke kromosomske promjene, kao što je translokacija između kromosoma 15 i 17, koja je karakteristična upravo na akutnu promijelocitnu leukemiju, nose izrazito povoljnu prognozu, ponajviše zahvaljujući modernim metodama liječenja - primjenom lijekova ATRA-e i arsenova trioksida (ATO). Ostale kromosomske promjene koje se mogu javiti u drugim podtipovima akutne mijeloične leukemije, ali rijetko i kod pacijenata s APL, uglavnom su srednje povoljne ili nepovoljne.